# Pyroxen
Pyroxener (i ental pyroxen og udtalt [pyro'gse’n], normalt forkortet Px) er betegnelsen for en vigtig gruppe af bjergartsdannende mineraler, som findes i mange magmatiske og metamorfe bjergarter. Pyroxener optræder i mange forskellige kemiske sammensætninger og dannes under mange forskellige geologiske forhold. Pyroxener udgør 11 % af Jordens skorpe, men optræder endnu hyppigere i den øvre del af Jordens kappe, som hovedsageligt består af olivin og pyroxen. Pyroxen og feldspat er de vigtigste mineraler i bjergarterne basalt og gabbro.

## Etymologi
Navnet pyroxen stammer fra de oldgræske ord for ild (πυρ) og fremmed (ξένος). Pyroxener fik dette navn, fordi de kan forekomme som krystaller i vulkansk glas. Man antog, der var tale om urenheder, deraf navnet "ild-fremmede". Pyroxener har dog blot så højt smeltepunkt, at de er blandt de første mineraler til at danne krystaller, når et magma afkøles på sin vej op mod jordoverfladen.[kilde mangler]

## Egenskaber og forekomst
Pyroxener har en densitet mellem 2,96 og 3,96 g/cm3 og en hårdhed mellem 5 og 6, for spodumen dog helt op til hårdhed 7. Krystaller spalter i to retninger næsten vinkelret på hinanden, nemlig 87°. Farven er meget varierende, fra farveløs over blygrøn, brunliggrøn, bronze til sort. Stregfarven er normalt lysgrøn.
Pyroxener forekommer både som massive korn og prismatiske, nåleformede krystaller. De forekommer hyppigt i kvartsfattige magmatiske bjergarter som basalt, gabbro og pyroxenit. Calciumrige klinopyroxener findes desuden i metamorf kalksten, eller skarn. I stenmeteoritter har man fundet ortopyroxener. På Mars er der fundet vulkanske bjergarter med både pyroxen og olivin.

## Pyroxenernes klassifikation
Helt generelt kan formlen for pyroxener skrives X1-p Y1+p Z2O6, hvor X, Y og Z er forskellige pladser i mineralets krystalstruktur. På pladserne kan sidde disse ioner, idet de mest almindelige er vist med fed skrift:
- X: Ca2+, Na+
- Y: Mg2+, Fe2+, Mn2+, Li+, Ni2+, Al3+, Fe3+, Ti3+, Cr3+
- Z: Si4+, Al3+

Pyroxeners krystalstruktur er opbygget af enkeltkæder af silicium-tetraedre, hvor hvert tetraeder deler et iltatom med nabo-tetraederet. Man skelner mellem klinopyroxener, der danner monokline krystaller og hvor p i formlen ovenfor varierer mellem 0 og 1, og ortopyroxener, der danner ortorombiske krystaller og hvor p altid er 1:
- Klinopyroxener (forkortes CPx):[5]
  - Aegirin, NaFe3+Si2O6
  - Augit, (Ca,Na)(Mg,Fe,Al,Ti)(Si,Al)2O6
  - Klinoenstatit, MgSiO3
  - Diopsid, CaMgSi2O6
  - Esseneit, CaFe3+[AlSiO6]
  - Hedenbergit, CaFe2+Si2O6
  - Jadeit, Na(Al,Fe3+)Si2O6
  - Jervisit, (Na,Ca,Fe2+)(Sc,Mg,Fe2+)Si2O6
  - Johannsenit, CaMn2+Si2O6
  - Kanoit, Mn2+(Mg,Mn2+)Si2O6
  - Kosmochlor, NaCrSi2O6
  - Namansilit, NaMn3+Si2O6
  - Natalyit, NaV3+Si2O6
  - Omfacit, (Ca,Na)(Mg,Fe2+,Al)Si2O6
  - Petedunnit, Ca(Zn,Mn2+,Mg,Fe2+)Si2O6
  - Pigeonit, (Ca,Mg,Fe)(Mg,Fe)Si2O6
  - Spodumen, LiAl(SiO3)2
- Orthopyroxener (forkortes OPx):[6]
  - Hypersthen, (Mg,Fe)SiO3
  - Donpeacorit, (MgMn)MgSi2O6
  - Enstatit, Mg2Si2O6
  - Ferrosilit, Fe2Si2O6
  - Nchwaningit, Mn2+2SiO3(OH)2•(H2O)